# هاجيمي كاتو (صانع الفخار)
هاجيمي كاتو (باليابانية: 加藤土師萌؛ بالكانا: かとう はじめ) هو صانع الفخار ياباني، ولد في 1900 في آيتشي في اليابان، وتوفي في 1968.